# Nabburger Tor

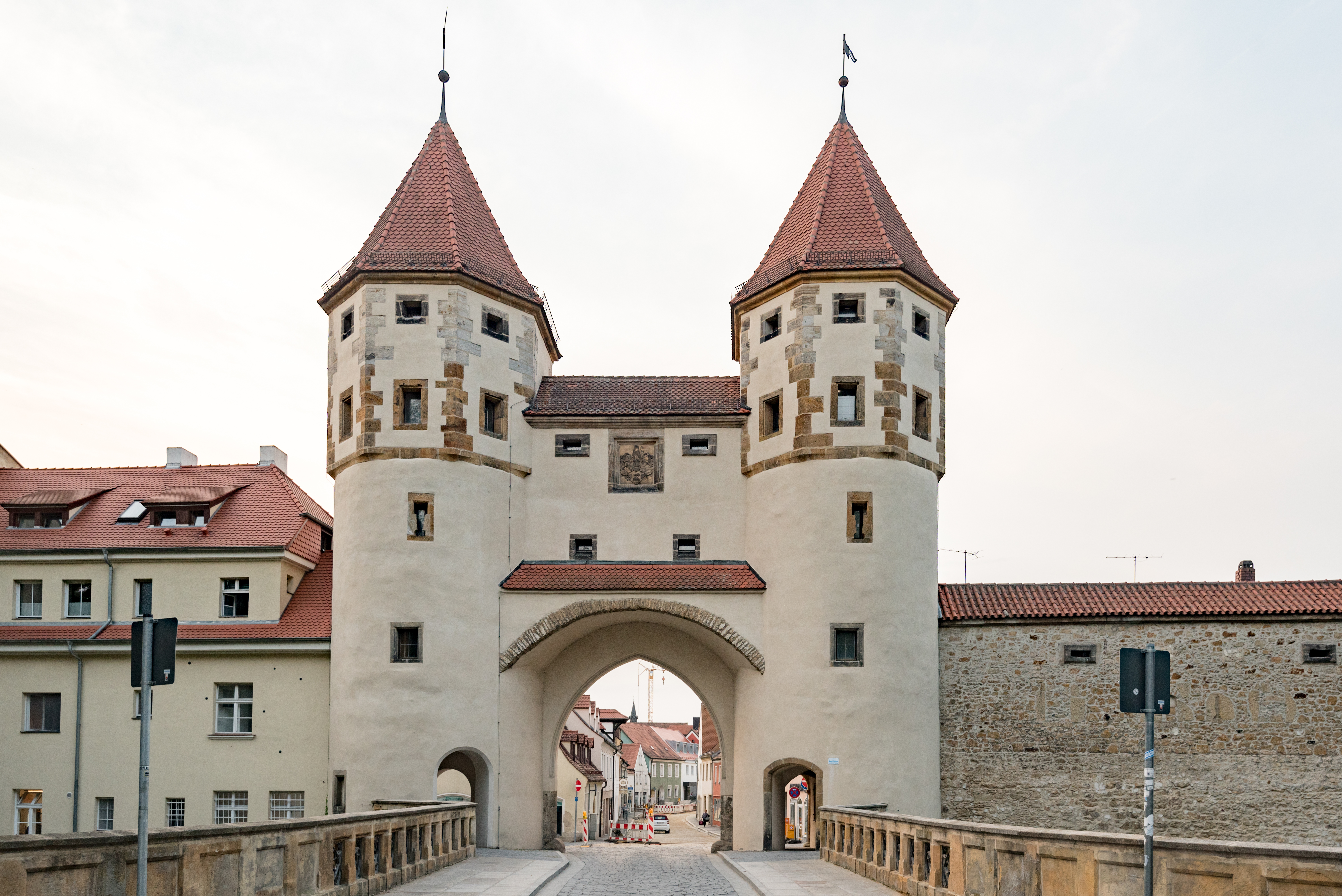
Nabburger Tor in Amberg

Das Nabburger Tor ist das älteste und aufgrund von renaissancezeitlichen Umbauten auch das fortifikatorisch modernste Stadttor der Oberpfälzer Stadt Amberg.

## Geschichte
Bereits bei der Stadtbefestigung im 13. Jahrhundert gab es ein erstes Nabburger Tor im Bereich der heutigen Bahnhofstraße. Über sein Aussehen ist nichts bekannt. Im 14. Jahrhundert wurde die Amberger Stadtbefestigung (Baubeginn 2. Mai 1326) durch den Einbezug der Georgen- und Spitalvorstadt erweitert und im Zuge dieser Stadterweiterung wurde ein weiteres Nabburger Tor errichtet, das sich urkundlich erstmals 1382 fassen lässt. Dabei handelte es sich um ein mit einem Spitzbogen ausgestattetes Tor, das von zwei halbkreisförmigen Türmen flankiert wurde. Die Türme dieser Doppelturmanlage waren aber nur dreigeschossig und hatten noch keinen polygonalen Aufbau. Beim Bau der Zwingermauer zwischen dem Vilstor und St. Georg im 15. Jahrhundert wurde auf das Nabburger Tor ein Geschoss aufgesetzt, das vorne von fünf Seiten eines Oktogons gebildet und nach hinten abgeflacht war. Über der Toröffnung bestand damals nur eine mit Zinnen befestigte Brustwehr, hinter der ein offener Wehrgang verlief.
1587 erhielt das Tor unter Pfalzgraf Johann Casimir weitgehend sein heutiges Aussehen. Dabei wurden die beiden Türme aufgestockt und auch der Mittelbau erhöht. Erkennbar sind diese Umbauten an dem verwendeten Räthsandstein. Zusätzlich erhielt das Tor eine trapezförmige Barbakane, die nach außen mit Buckelquadern verblendet war. Beim Bau der Brücke über den Stadtgraben 1869 ist diese abgebrochen worden und das Wappen der Stadt Amberg wurde auf die Rückseite des Tors versetzt.

## Baulichkeit

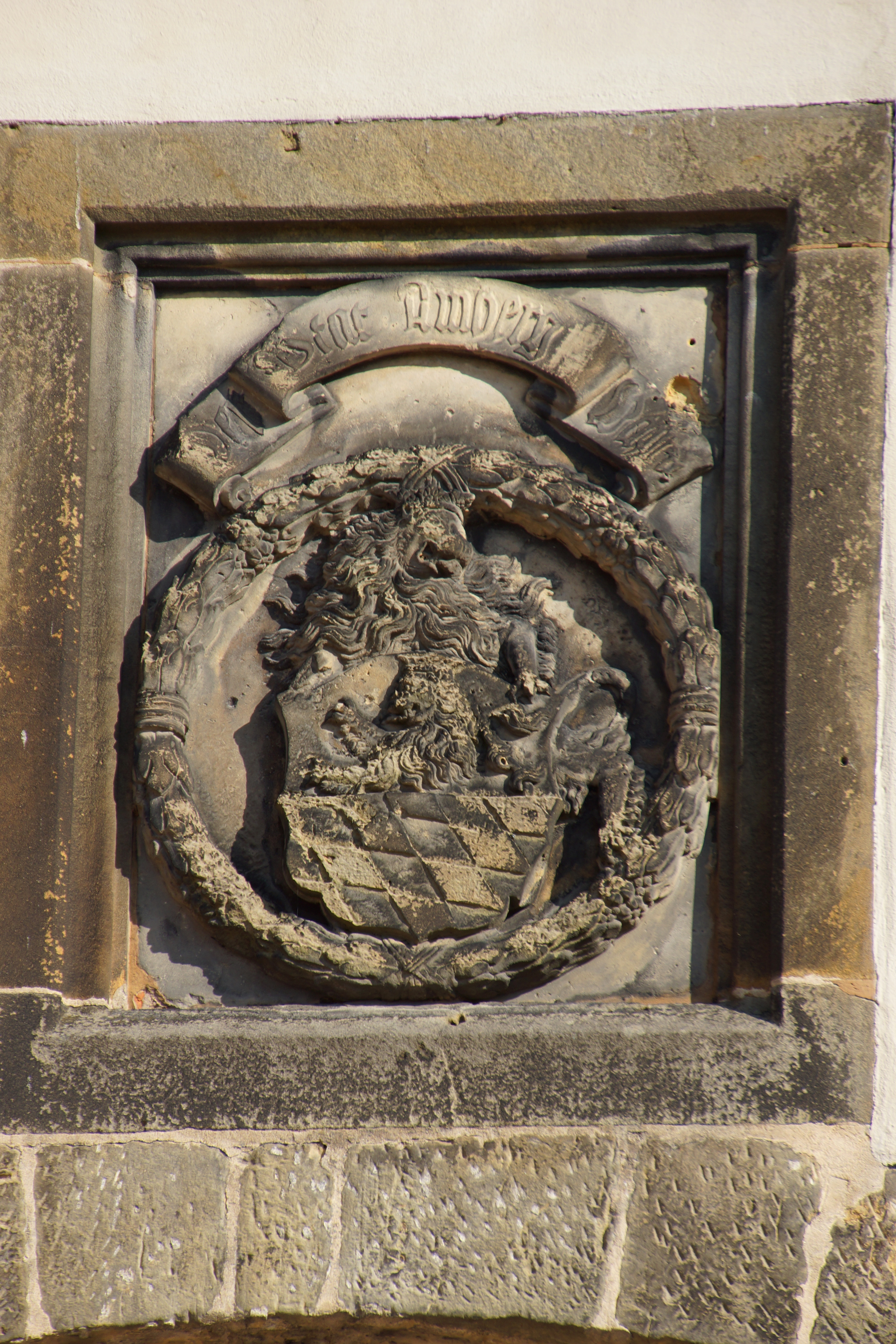
Wappen mit dem Pfälzer Löwen

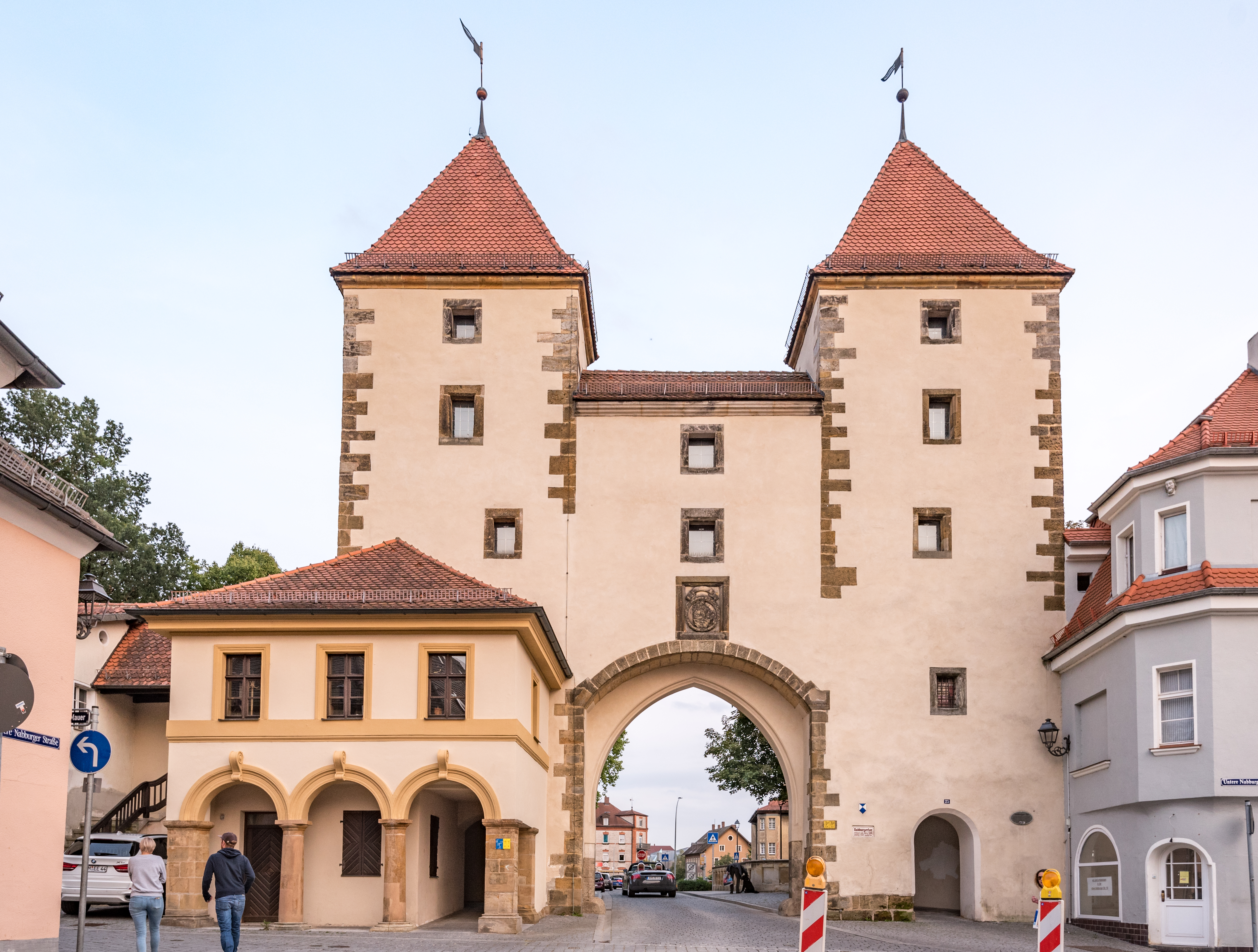
Stadtseitige Sicht des Nabburger Tores

Das Tor wurde aus verputztem Bruchsteinmauerwerk errichtet. Die Erhöhung im 16. Jahrhundert wurde in Quaderbauweise ausgeführt. Der aus der Zeit der Gotik stammende stadtseitige Torbogen läuft nach oben spitz zu; er weist eine Profilierung aus Kehle und Stab auf und am Bogenfuß haben sich Prellsteine erhalten. Der Mittelbau ist zweigeschossig und oben ist auf ihm das Wappen der Kurpfalz angebracht. Auf dessen oberen Rahmen findet man in einer Rechteckkartusche die Inschrift „J. C. P. T. &. A.“, was „Johannes Casimirus Comes Palatinus Tutor et Administrator“ bedeutet.
Die beiden Flankentürme sind 23 m hoch; ihr halbkreisförmiger Unterbau weist eine Mauerstärke von 1,35 m auf. Im zweiten Obergeschoss gehen sie in ein Oktogon über. Mittels Treppen in den Türmen gelangte man zum Wehrgang und in das Dachgeschoss des Mittelbaus. Dieses liegt höher als der Laufgang der Stadtmauer. In den Erdgeschossen der Türme wurden zu Beginn des 19. Jahrhunderts Fußgängerdurchlässe ausgebrochen. Die Untergeschosse dienten früher als Gefängnis und im Durchgang des östlichen Turms ist noch eine rechteckige Öffnung erkennbar, durch welche die Delinquenten in einen tür- und fensterlosen Raum hinabgelassen werden konnten.
Stadtseitig zeigt die Eckquaderung der Türme, dass der Wehrgang nach hinten offen war. Über dem obersten Fenster konnte man früher die Inschrift „1587 G. H.“ lesen, was auf die Erbauungszeit und den Stadtbaumeister Georg Haßfurter hinweist. An den östlichen Turm ist die ehemalige Wache angebaut, die aus der zweiten Hälfte des 17. Jahrhunderts stammt. Der Anbau weist profilierte Rundbogenarkaden und im Bogenscheitel schneckenförmig gewundene Verzierungen, sog. Voluten, auf.
Vor dem Tor befand sich bis ins zwanzigste Jahrhundert ein Pflasterzollhäuschen. Der Pflasterzoll wurde bis in die 1930er Jahre erhoben. Dieser Zoll wurde für auswärtigen Handelsverkehr, aber nicht für Einheimische verlangt. Mitte der 1950er Jahre verschwand beim Bau des Kreisverkehrs dann auch das kleine Zollhäuschen. Das Nabburger Tor ist heute nur noch in eine Richtung aus der Stadt hinaus befahrbar.